# Antonio Fanelli
Antonio Fanelli (Bari, 29 de maig de 1966) és un ciclista italià ja retirat, que va combinar la carretera amb la pista. Va competir entre 1985 i 1996, en què aconseguí més de 200 victòries, la majoria en pista. En el seu palmarès destaca una medalla de bronze als Campionats del món en mig fons de 1992 darrere Peter Steiger i Jens Veggerby, així com diversos campionats nacionals. Una vegada retirat exercí d'entrenador en diversos equips femenins i en categories de formació.
El seu germà Ivan i el seu cunyat Timothy Jones també són ciclistes professionals.

## Palmarès en ruta
- 1984
  -  Campió d'Itàlia júnior en ruta
- 1986
  -  Campió d'Itàlia amateur en ruta
  - 1r al Trofeu Salvatore Morucci
- 1987
  - 1r al Gran Premi Santa Rita
- 1988
  - 1r a la Coppa Fiera di Mercatale

### Resultats al Giro d'Itàlia
- 1990. 146è de la classificació general
- 1995. Abandona

### Resultats a la Volta a Espanya
- 1994. 111è de la classificació general

## Palmarès en pista
- 1993
  -  Campió d'Itàlia en mig fons